# 坂本恵義
坂本 恵義（さかもと しげのり、男性、1960年（昭和35年）4月5日 - ）は、日本の空手家（極真空手七段）であり、国際空手道連盟極真会館坂本派の代表である。熊本県出身。

## 概要
- 1981-1995年 極真会館東京城南支部所属。
- 1995-2001年 極真会館支部長協議会派（現新極真会）所属。
- 2001-2008年 全日本極真連合会所属。
- 2011年、国際武道空手道連盟（IBKO）(会長：極真会館ニューヨーク 金村道場代表：金村清次師範）の立ち上げに参加し、翌年から極真会館北海道今井グループ、極真会館福島安斉グループと共に（極真CUP）全日本空手道選手権大会を開催。
- 2012年、団体名称を極真会館坂本道場から極真会館坂本派と改名。

- 現在は、国際空手道連盟極真会館坂本派の代表。2020年1月現在、197箇所（国内41、海外156）が極真会館坂本派に加盟。

## 人物
熊本県旧上益城郡矢部町（山都町）出身。熊本県立矢部高等学校卒業。
16年間のサラリーマン生活を経て、1997年、空手道場運営に専念。
1987年、27歳で出場した第4回全日本ウエイト制大会がデビュー戦という大器晩成型選手。
1990年（当時30歳）、第7回全日本ウエイト制大会中量級で準優勝、以降毎年全日本ウエイト制大会、全日本大会、ワールドカップ、世界大会などに出場、多数の実績を残した。
小柄であるが、下段蹴りの威力は重量級。当時全日本・全世界の舞台で活躍する30代の選手は少なく、いぶし銀と称された。

## 主な戦歴
出典: 坂本恵義代表師範 試合記録詳細 - 極真会館坂本派
- 第6回全世界大会 ベスト32
- 第7回全世界大会 ベスト16・マス大山賞・試割賞[2]
- 第1回ワールドカップ中量級 4位[3]
- 第2回極真連合杯世界大会 ベスト16
- 第7回全日本ウエイト制大会中量級 準優勝[4]
- 第12回全日本ウエイト制大会中量級 3位
- 第13回全日本ウエイト制大会中量級 準優勝
- 第15回全日本ウエイト制大会中量級 準優勝
- 第17回全日本ウエイト制大会中量級 4位
- 第19回全日本ウエイト制大会無差別級 3位
- 第22回全日本ウエイト制大会重量級 準優勝